# Jan Marcińczyk
Jan Marcińczyk (ur. 4 października 1881 w Lublinie , zm. 16 lutego 1941 w Auschwitz ) – major piechoty Wojska Polskiego, literat, poeta.

## Życiorys
Ukończył szkołę oficerską w Kazaniu. W 1907 służył w pułku piechoty w Penzie. Za wystąpienie w kasynie oficerskim, w obronie honoru Polaków, został wydalony z armii. Do 1914 pracował w służbie cywilnej. W międzyczasie w Nałęczowie poznał Stefana Żeromskiego, któremu opowiedział historię swojego życia, a która to historia stała się kanwą powieści „Uroda życia”. W czasie rewolucji 1917 ratował polskie zabytki, między innymi w Kijowie odzyskał sztandary z powstania kościuszkowskiego, listopadowego i styczniowego, które w 1922 przekazał do Muzeum Wojska w Warszawie. W październiku 1918 w Lublinie na czele sformowanego przez siebie oddziału rozbrajał okupantów austriackich i uwolnił więźniów politycznych osadzonych w Zamku lubelskim.
3 maja 1922 został zweryfikowany w stopniu majora ze starszeństwem z 1 czerwca 1919 i 119. lokatą w korpusie oficerów piechoty, a jego oddziałem macierzystym był 70 pp. Później został przeniesiony do 52 Pułku Piechoty w Złoczowie na stanowisko pełniącego obowiązki dowódcy batalionu sztabowego. Od stycznia do 1 maja 1924 był odkomenderowany do Powiatowej Komendy Uzupełnień Poznań Powiat. Następnie został przeniesiony do 55 Pułku Piechoty w Lesznie na stanowisko dowódcy II batalionu. W sierpniu 1925 został przeniesiony do 2 Pułku Strzelców Podhalańskich w Sanoku na stanowisko kwatermistrza. W lutym 1927 został zwolniony ze stanowiska kwatermistrza i pozostawiony w dyspozycji dowódcy pułku. Z dniem 1 kwietnia 1927 został mu udzielony dwumiesięczny urlop z zachowaniem uposażenia, a z dniem 31 maja tego roku został przeniesiony w stan spoczynku. W 1928 mieszkał w Rawiczu.
W 1934, jako oficer stanu spoczynku pozostawał w ewidencji Powiatowej Komendy Uzupełnień Warszawa Miasto III. Posiadał przydział do Oficerskiej Kadry Okręgowej Nr I. Był wówczas „przewidziany do użycia w czasie wojny”.
W czasie kampanii wrześniowej 1939 wziął udział w obronie Warszawy, a później prowadził działalność konspiracyjną.
Przyjaźnił się z Kornelem Makuszyńskim i Arturem Oppmanem. Miał syna Marka.

## Ordery i odznaczenia
- Krzyż Niepodległości (21 kwietnia 1937)[12]
- Krzyż Kawalerski Orderu Odrodzenia Polski (10 listopada 1928)[13][14]
- Krzyż Walecznych (dwukrotnie)
- Złoty Krzyż Zasługi (15 marca 1939)[15]
- Medal Pamiątkowy za Wojnę 1918–1921
- Medal Dziesięciolecia Odzyskanej Niepodległości

## Twórczość
- Chwila osobliwa, Lublin 1919.
- My, Legjon Puławski! [wiersz], Legjonista Puławski 1932, nr 2.
- Jenerał Kruk-Heydenreich. „Żołnierz Polski”. 10 (394), s. 2–3, 1924-03-09. Warszawa.
- Jenerał Kruk-Heydenreich. „Żołnierz Polski”. 11 (395), s. 12–14, 1924-03-16. Warszawa.